# Éles helyzet
Az Éles helyzet (eredeti cím: Hot Seat) 2022-ben bemutatott amerikai akcióthriller James Cullen Bressack rendezésében. A főbb szerepekben Kevin Dillon és Mel Gibson látható.
Az Amerikai Egyesült Államokban 2022. július 1-én mutatták be a mozikban.

## Cselekmény
Egy régebben hackerként dolgozó számítógépes biztonsági alkalmazott egy titokzatos idegentől hívást kap, melyben azt állítja, bombát erősített a székéhez. Ha feláll, a szerkezet azonnal felrobban. A fenyegetés hatására kénytelen követni az utasításokat: egy bankból kell pénzt lopnia, miközben rájön, hogy felesége és lánya élete is veszélybe került.

## Szereplők
| Szerep               | Színész         | Magyar hang       |
| -------------------- | --------------- | ----------------- |
| Orlando Friar        | Kevin Dillon    | Forgács Péter     |
| Wallace Reed         | Mel Gibson      | Sörös Sándor      |
| Pam Connelly hadnagy | Shannen Doherty | F. Nagy Eszter    |
| Enzo                 | Michael Welch   | Kádár-Szabó Bence |
| Ava Adamson          | Kate Katzman    | Gáspár Kata       |
| Kim Friar            | Lydia Hull      | Bertalan Ágnes    |
| Zoey Friar           | Anna Harr       | Kobela Kíra       |
| Jackson              | Eddie Steeples  | Szabó Máté        |

## A film készítése
A film a Grindstone Entertainment (a Lionsgate Films leányvállalata) és az Emmett/Furla Oasis hosszú távú együttműködésének része. A projektet 2021. október 15-én jelentették be, Mel Gibson színész, valamint Randall Emmett és George Furla producerek harmadik közös együttműködéseként. A forgatásra az új-mexikói Las Crucesben került sor.

## Bemutató
2022. július 1-jén került a mozikba. Digitális formátumban és Video on Demand szolgáltatáson keresztül 2022. július 1-én jelent meg.

## Fordítás
- Ez a szócikk részben vagy egészben  a   Hot Seat (film) című angol Wikipédia-szócikk ezen változatának fordításán alapul.  Az eredeti cikk szerkesztőit annak laptörténete sorolja fel. Ez a jelzés csupán a megfogalmazás eredetét és a szerzői jogokat jelzi, nem szolgál a cikkben szereplő információk forrásmegjelöléseként.